# Suedia la Concursul Muzical Eurovision
Suedia a participat la Concursul Muzical Eurovision de 64 de ori, de la debutul acesteia din anul 1958. Suedia nu a participat la concurs de 3 ori, și anume în anii 1964, 1970 și 1976. Începând cu anul 1977, Suedia a participat la concurs în fiecare an.
Suedia, alături de Irlanda, este cea mai de succes țară din concurs și de asemenea cea mai populară, câștigând concursul de 7 ori, ultima oară în 2023, prin Loreen, cu piesa "Tattoo" și terminând în top 5 de 20 ori. Țara a găzduit concursul de 7 ori, de 3 ori la Stockholm, o dată la Göteborg și de 3 ori la Malmö.
Înainte de 2010, Suedia a fost printre singurele țări care nu a ratat nicio finală din anul 1977. Totuși în anul 2010, Anna Bergendhal a rupt lanțul, nereușind să se califice, aceasta terminând pe locul 11 în semifinală, ratând finala cu doar 5 puncte.

## Participări

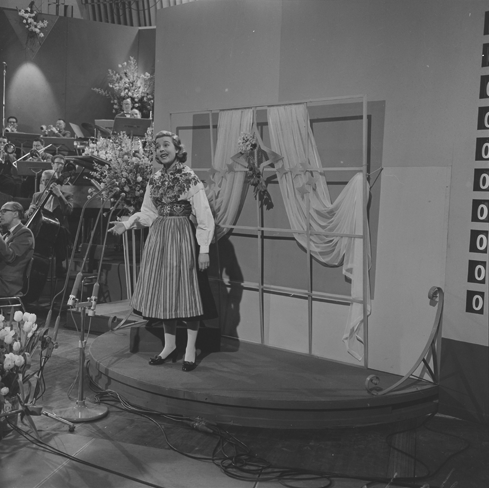
Alice Babs la Hilversum (1958)

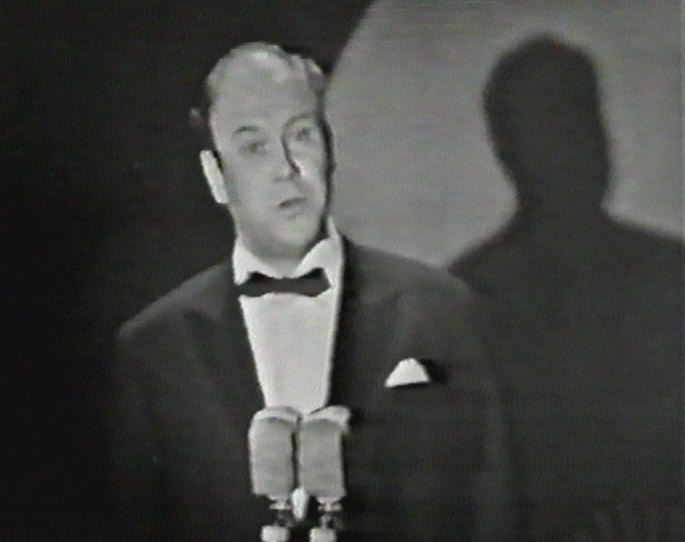
Ingvar Wixell la Napoli (1965)

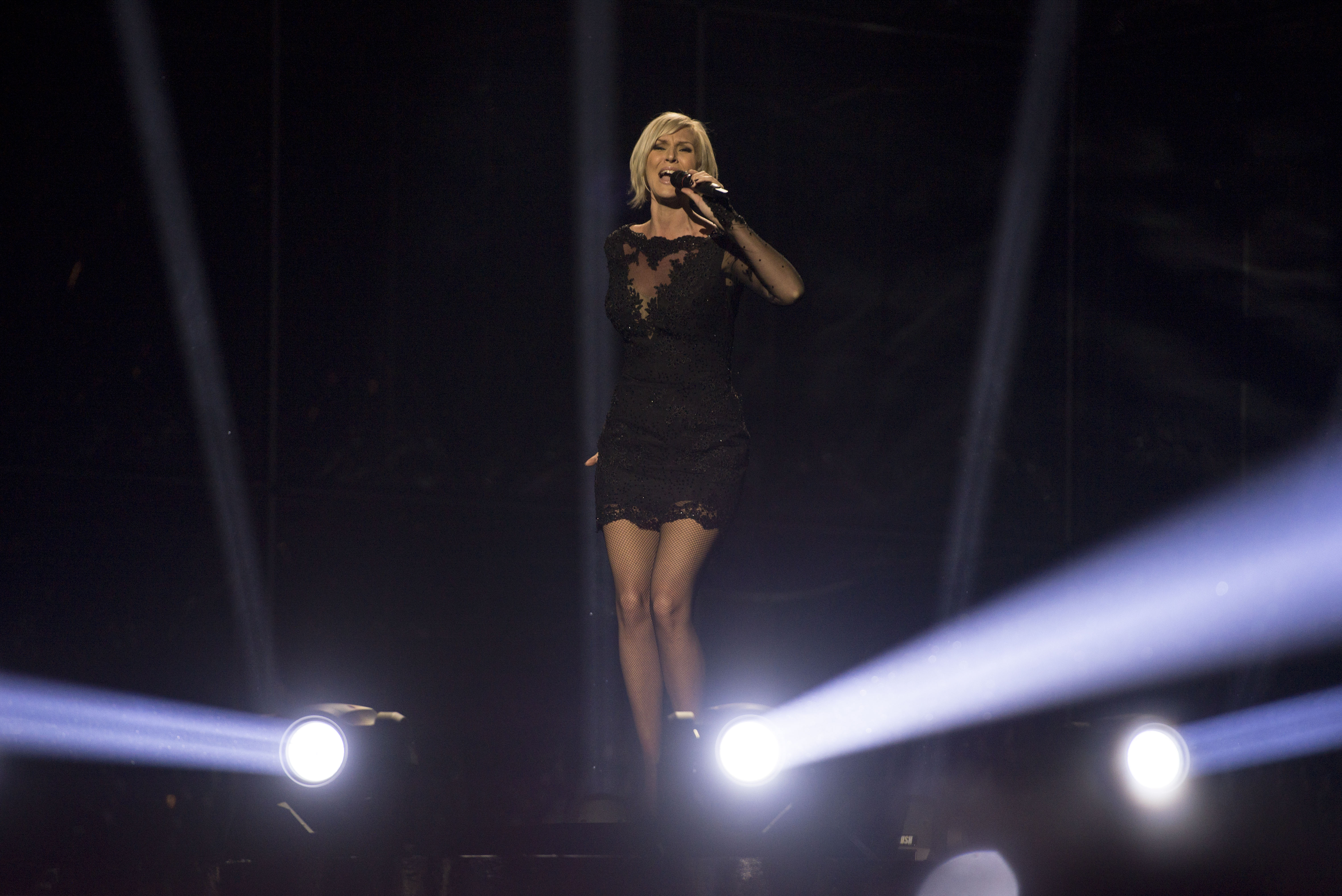
Sanna Nielsen la Copenhaga (2014)

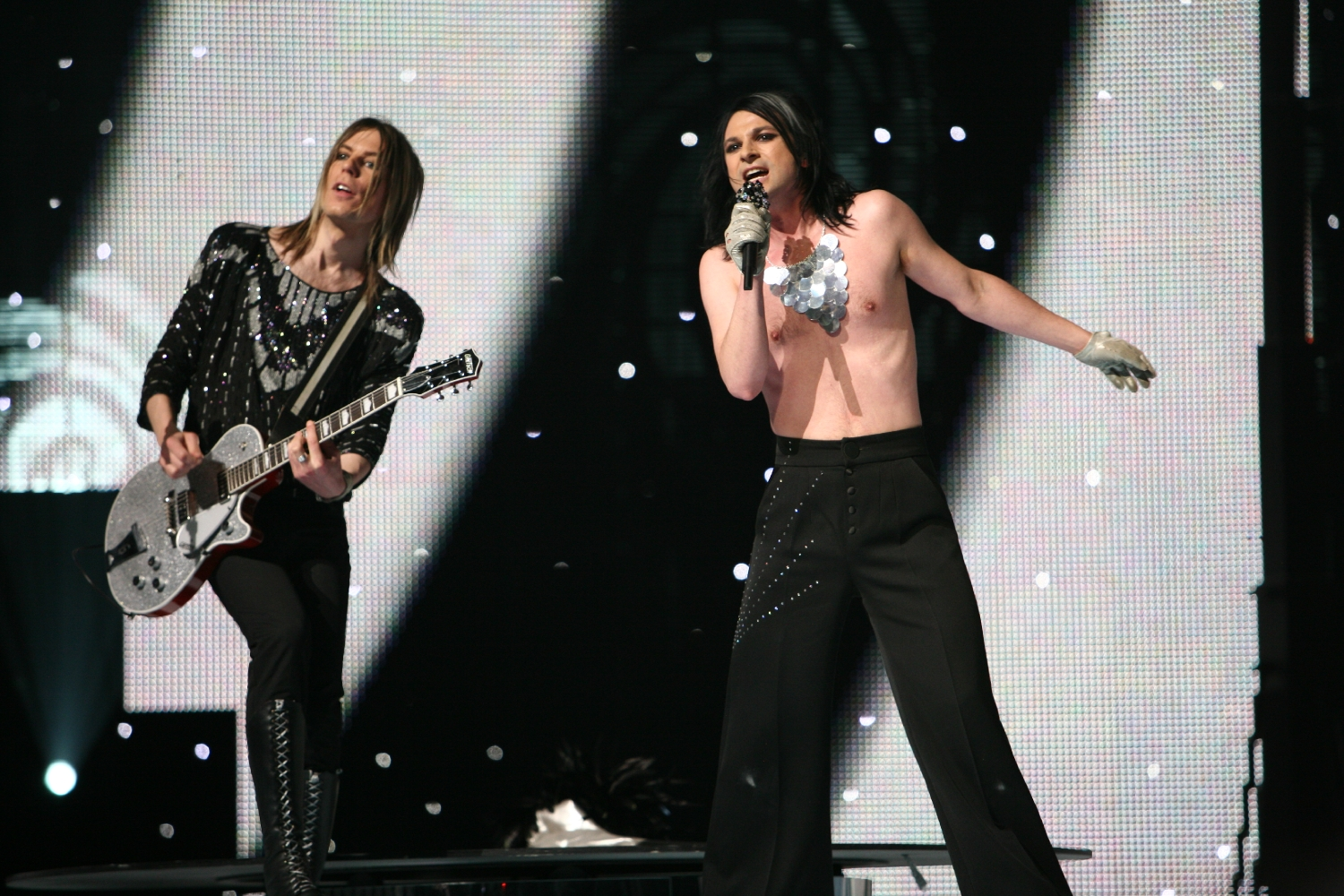
The Ark la Helsinki (2007)

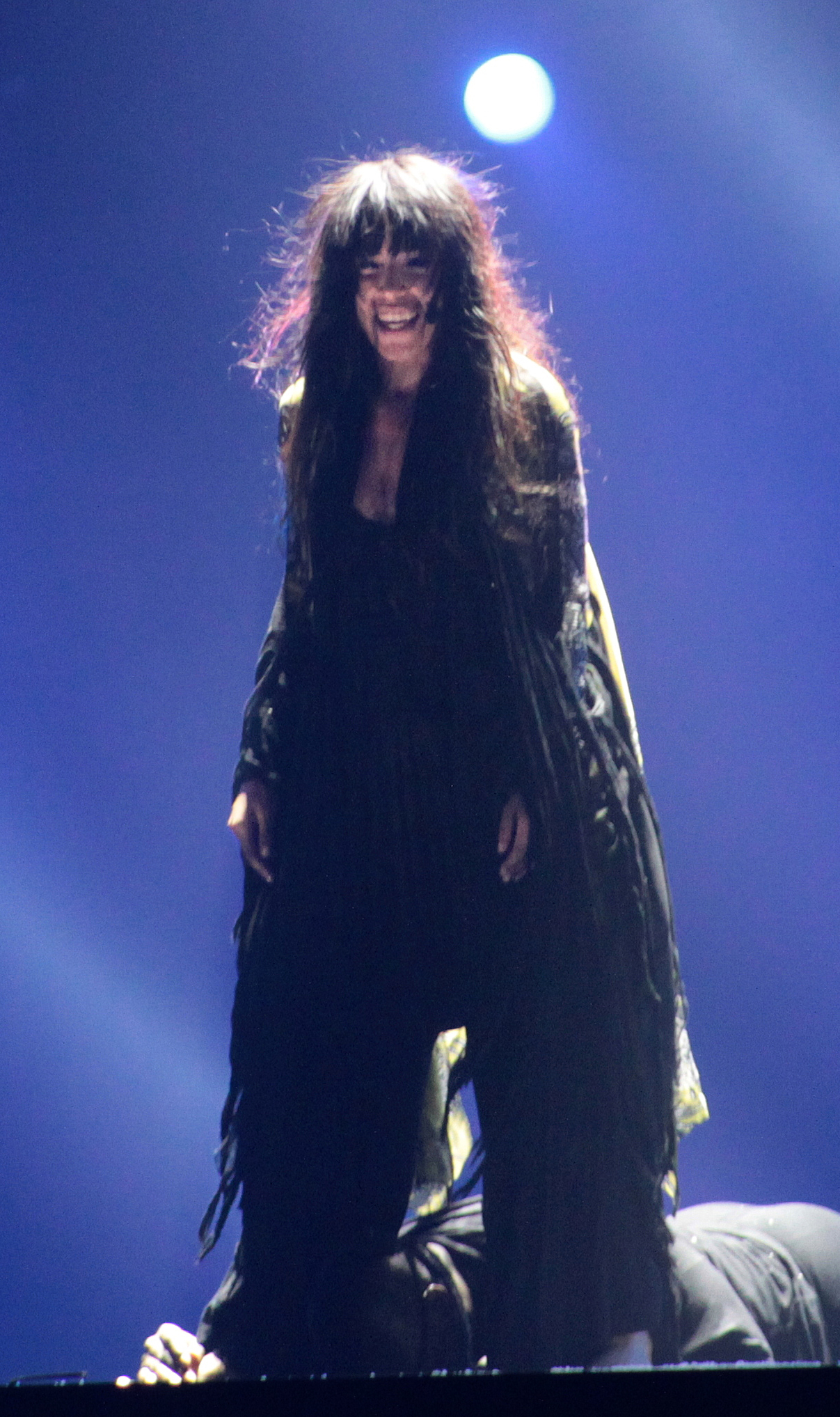
Loreen la Baku (2012)

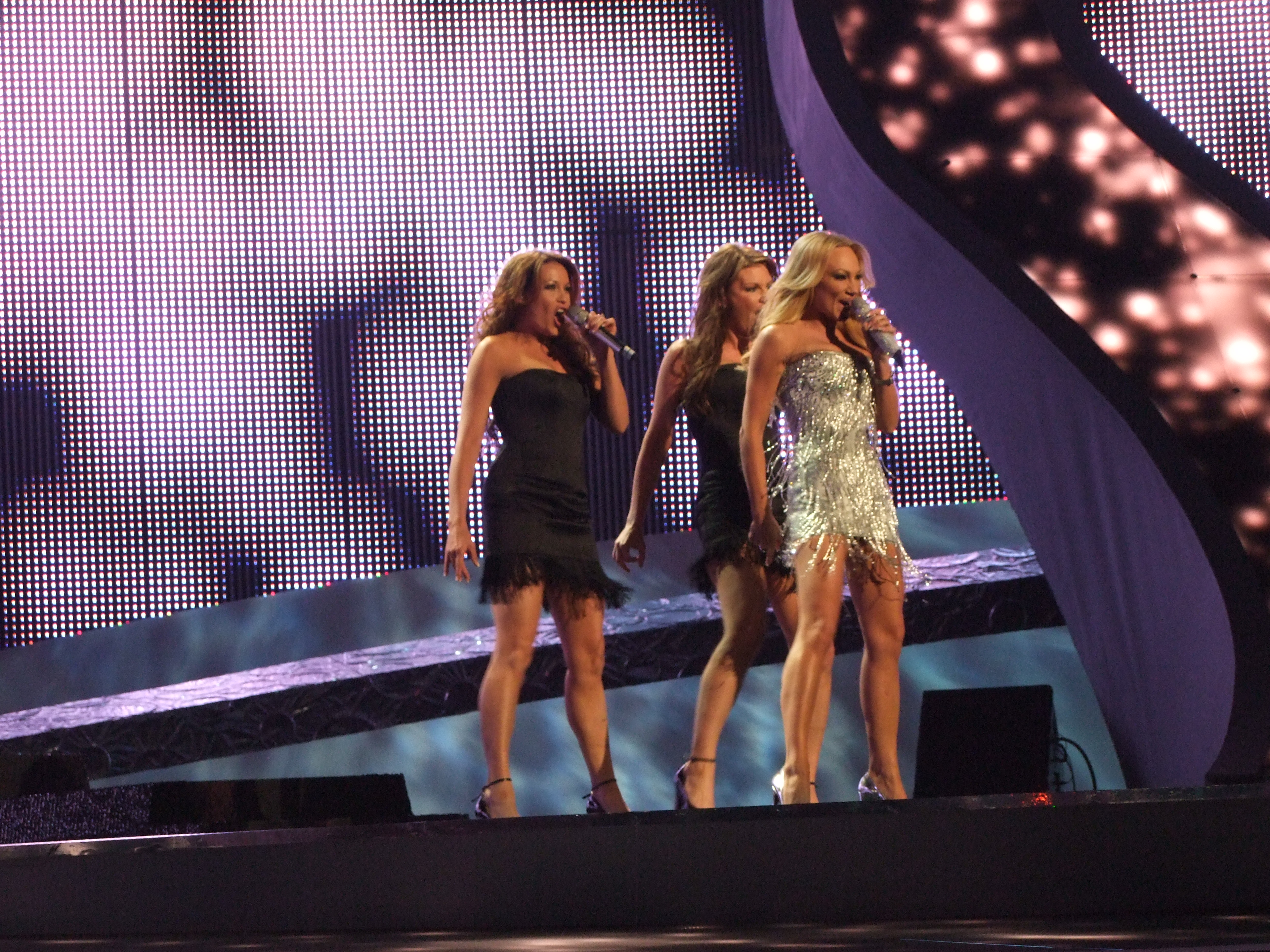
Charlotte Perrelli la Belgrad (2008)

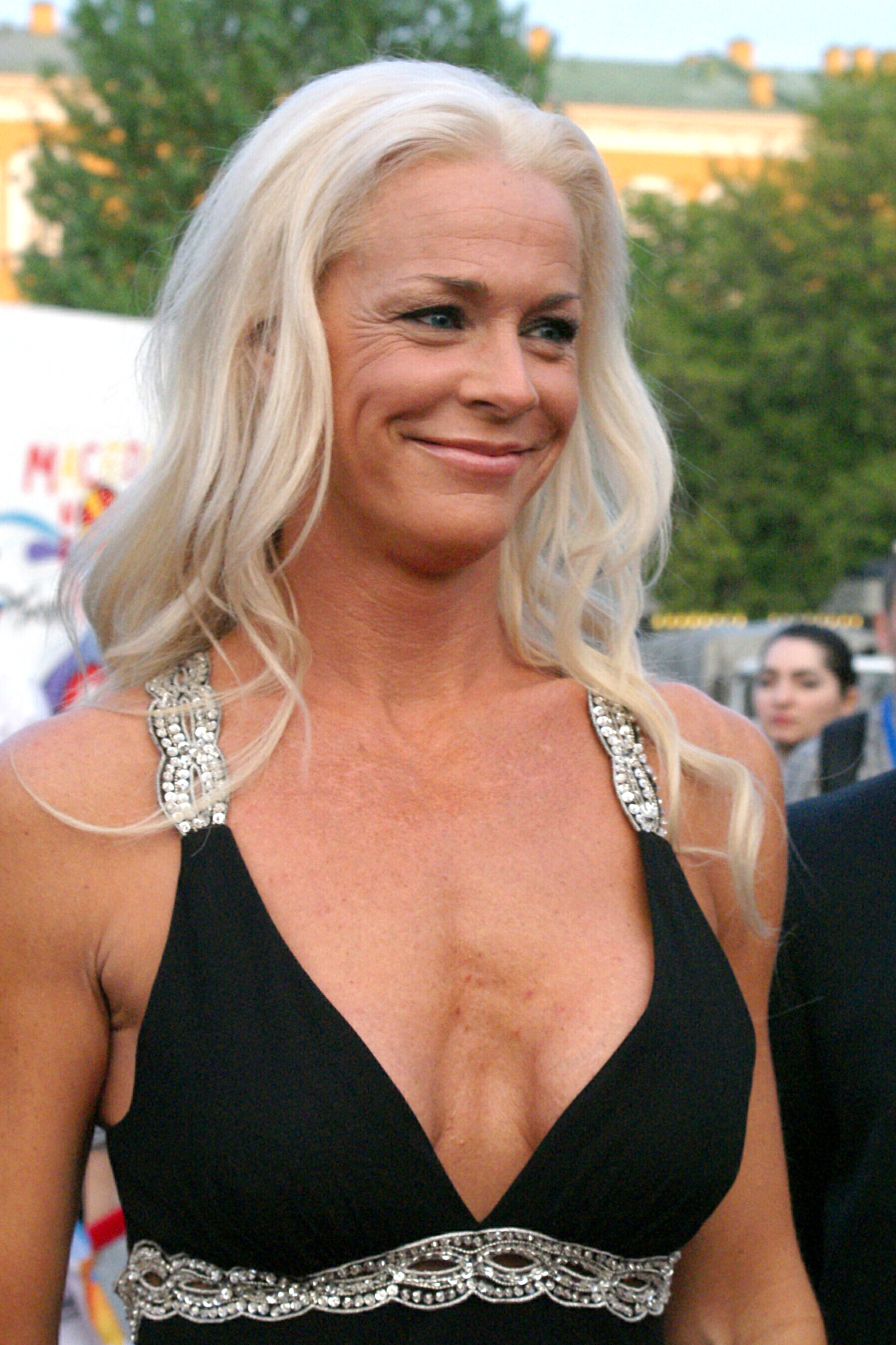
Malena, reprezentanta la Moscova (2009)

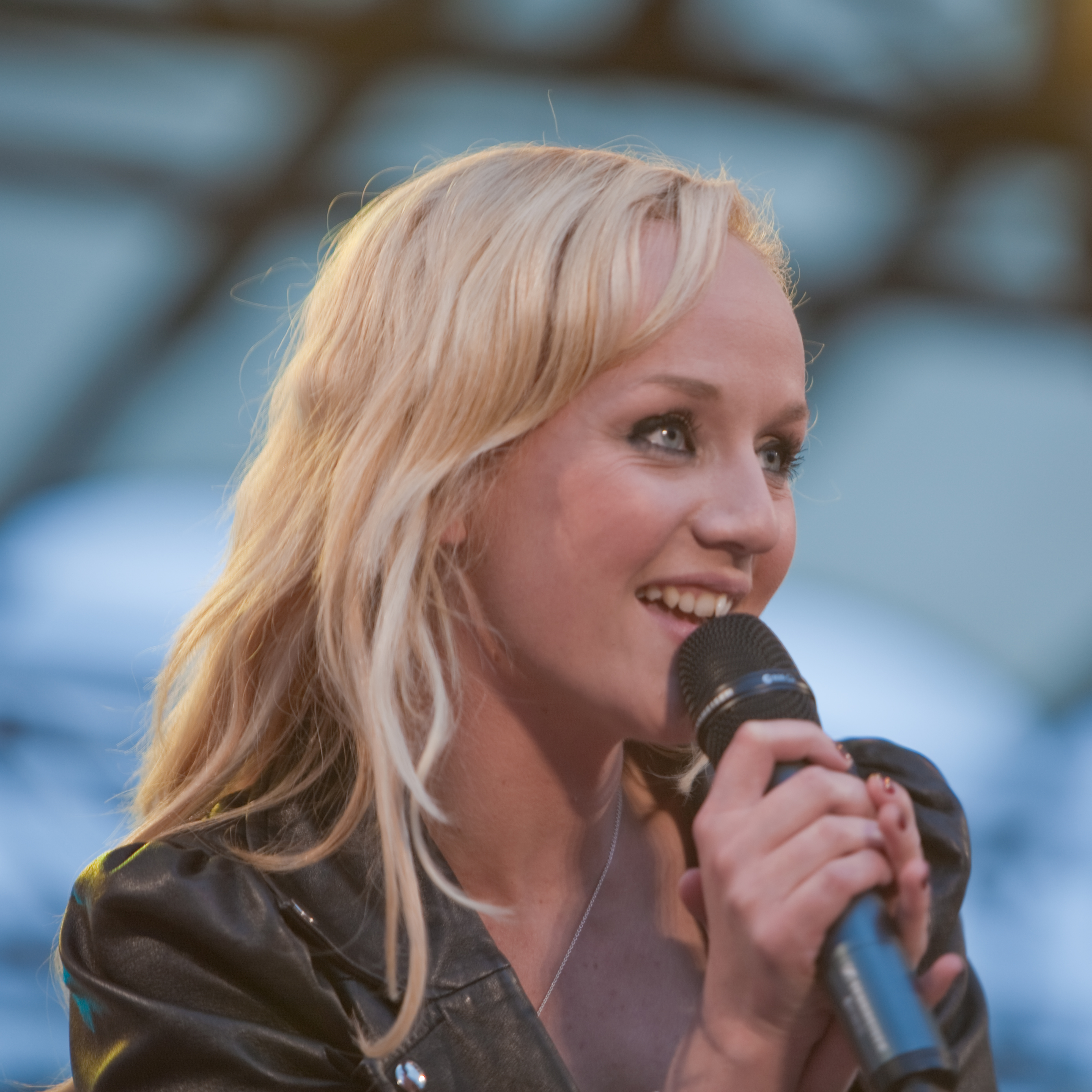
Anna Bergendahl reprezentanta la Oslo (2010)

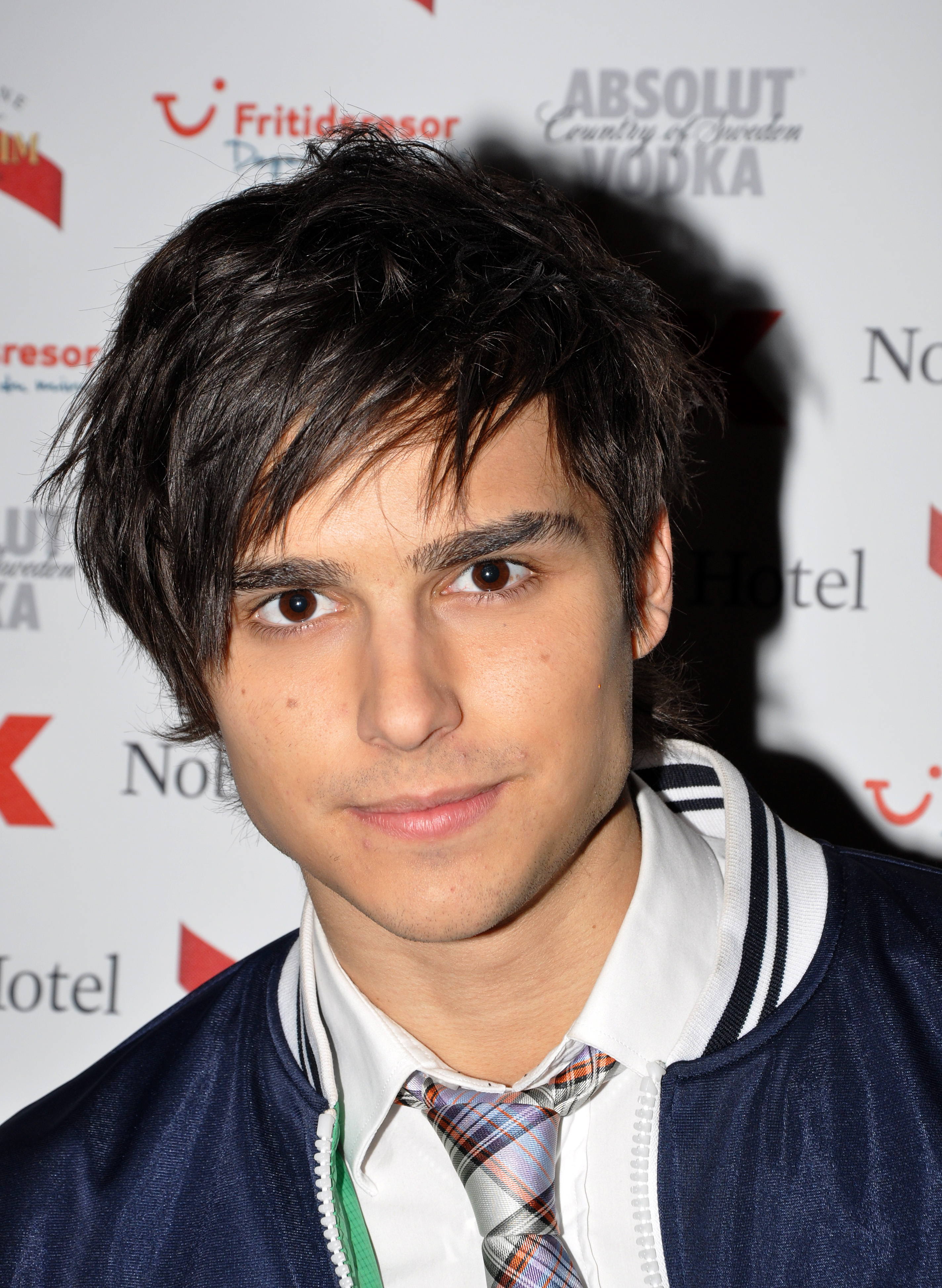
Eric Saade, reprezentant la Düsseldorf (2011)

| An   | Gazda      | Artist                            | Titlu                                 | Finala | Puncte | Semi       | Puncte     |
| ---- | ---------- | --------------------------------- | ------------------------------------- | ------ | ------ | ---------- | ---------- |
| 1958 | Hilversum  | Alice Babs                        | "Lilla stjärna"                       | 4      | 10     |            |            |
| 1959 | Cannes     | Brita Borg                        | "Augustin"                            | 9      | 4      |            |            |
| 1960 | Londra     | Siw Malmkvist                     | "Alla andra får varann"               | 10     | 4      |            |            |
| 1961 | Cannes     | Lill-Babs                         | "April, April"                        | 14     | 2      |            |            |
| 1962 | Luxemburg  | Inger Berggren                    | "Sol och vår"                         | 7      | 4      |            |            |
| 1963 | Londra     | Monica Zetterlund                 | "En gång i Stockholm"                 | 13     | 0      |            |            |
| 1965 | Napoli     | Ingvar Wixell                     | "Absent Friend"                       | 10     | 6      |            |            |
| 1966 | Luxemburg  | Lill Lindfors si Svante Thuresson | "Nygammal vals"                       | 2      | 16     |            |            |
| 1967 | Viena      | Östen Warnerbring                 | "Som en dröm"                         | 8      | 7      |            |            |
| 1968 | Londra     | Claes-Göran Hederström            | "Det börjar verka kärlek, banne mig"  | 5      | 15     |            |            |
| 1969 | Madrid     | Tommy Körberg                     | "Judy, min vän"                       | 9      | 8      |            |            |
| 1971 | Dublin     | Family Four                       | "Vita vidder"                         | 6      | 85     |            |            |
| 1972 | Edinburgh  | Family Four                       | "Härliga sommardag"                   | 13     | 75     |            |            |
| 1973 | Luxemburg  | The Nova                          | "You're Summer"                       | 5      | 94     |            |            |
| 1974 | Brighton   | ABBA                              | "Waterloo"                            | 1      | 24     |            |            |
| 1975 | Stockholm  | Lars Berghagen and The Dolls      | "Jennie, Jennie"                      | 8      | 72     |            |            |
| 1977 | Londra     | Forbes                            | "Beatles"                             | 18     | 2      |            |            |
| 1978 | Paris      | Björn Skifs                       | "Det blir alltid värre framåt natten" | 14     | 26     |            |            |
| 1979 | Ierusalim  | Ted Gärdestad                     | "Satellit"                            | 17     | 8      |            |            |
| 1980 | Haga       | Tomas Ledin                       | "Just nu!"                            | 10     | 47     |            |            |
| 1981 | Dublin     | Björn Skifs                       | "Fångad i en dröm"                    | 10     | 50     |            |            |
| 1982 | Harrogate  | Chips                             | "Dag efter dag"                       | 8      | 67     |            |            |
| 1983 | München    | Carola                            | "Främling"                            | 3      | 126    |            |            |
| 1984 | Luxemburg  | Herreys                           | "Diggi-Loo Diggi-Ley"                 | 1      | 145    |            |            |
| 1985 | Göteborg   | Kikki Danielsson                  | "Bra vibrationer"                     | 3      | 103    |            |            |
| 1986 | Bergen     | Monica Törnell & Lasse Holm       | "E' de' det här du kallar kärlek?"    | 5      | 78     |            |            |
| 1987 | Bruxelles  | Lotta Engberg                     | "Boogaloo"                            | 12     | 50     |            |            |
| 1988 | Dublin     | Tommy Körberg                     | "Stad i ljus"                         | 12     | 52     |            |            |
| 1989 | Lausanne   | Tommy Nilsson                     | "En dag"                              | 4      | 110    |            |            |
| 1990 | Zagreb     | Edin-Ådahl                        | "Som en vind"                         | 16     | 24     |            |            |
| 1991 | Roma       | Carola                            | "Fångad av en stormvind"              | 1      | 146    |            |            |
| 1992 | Malmö      | Christer Björkman                 | "I morgon är en annan dag"            | 22     | 9      |            |            |
| 1993 | Millstreet | Arvingarna                        | "Eloise"                              | 7      | 89     |            |            |
| 1994 | Dublin     | Marie Bergman and Roger Pontare   | "Stjärnorna"                          | 13     | 48     |            |            |
| 1995 | Dublin     | Jan Johansen                      | "Se på mej"                           | 3      | 100    |            |            |
| 1996 | Oslo       | One More Time                     | "Den vilda"                           | 3      | 100    |            |            |
| 1997 | Dublin     | Blond                             | "Bara hon älskar mig"                 | 14     | 36     |            |            |
| 1998 | Birmingham | Jill Johnson                      | "Kärleken är"                         | 10     | 53     |            |            |
| 1999 | Ierusalim  | Charlotte Nilsson                 | "Take Me to Your Heaven"              | 1      | 163    |            |            |
| 2000 | Stockholm  | Roger Pontare                     | "When Spirits Are Calling My Name"    | 7      | 88     |            |            |
| 2001 | Copenhaga  | Friends                           | "Listen To Your Heartbeat"            | 5      | 100    |            |            |
| 2002 | Tallinn    | Afro-dite                         | "Never Let It Go"                     | 8      | 72     |            |            |
| 2003 | Riga       | Fame                              | "Give Me Your Love"                   | 5      | 107    |            |            |
| 2004 | Istanbul   | Lena Philipsson                   | "It Hurts"                            | 5      | 170    | X          | X          |
| 2005 | Kiev       | Martin Stenmarck                  | "Las Vegas"                           | 19     | 30     | X          | X          |
| 2006 | Atena      | Carola                            | "Invincible"                          | 5      | 170    | 4          | 214        |
| 2007 | Helsinki   | The Ark                           | "The Worrying Kind"                   | 18     | 51     | X          | X          |
| 2008 | Belgrad    | Charlotte Perrelli                | "Hero"                                | 18     | 47     | 12*        | 54         |
| 2009 | Moscova    | Malena Ernman                     | "La voix"                             | 21     | 33     | 4          | 105        |
| 2010 | Oslo       | Anna Bergendahl                   | "This Is My Life"                     | X      | X      | 11         | 62         |
| 2011 | Düsseldorf | Eric Saade                        | "Popular"                             | 3      | 185    | 1          | 155        |
| 2012 | Baku       | Loreen                            | „Euphoria”                            | 1      | 372    | 1          | 181        |
| 2013 | Malmö      | Robin Stjernberg                  | "You"                                 | 14     | 62     | Țară gazdă | Țară gazdă |
| 2014 | Copenhaga  | Sanna Nielsen                     | "Undo"                                | 3      | 218    | 2          | 131        |
| 2015 | Viena      | Måns Zelmerlöw                    | "Heroes"                              | 1      | 365    | 1          | 217        |
| 2016 | Stockholm  | Frans                             | "If I were Sorry"                     | 5      | 261    | Țara gazdă | Țara gazdă |
| 2017 | Kiev       | Robin Bengtsson                   | "I Can't Go On"                       | 5      | 344    | 3          | 227        |
| 2018 | Lisabona   | Benjamin Ingrosso                 | "Dance You Off"                       | 7      | 274    | 2          | 254        |
| 2019 | Tel Aviv   | John Lundvik                      | "Too Late for Love"                   | 5      | 334    | 3          | 238        |
| 2020 | Rotterdam  | The Mamas                         | "Move"                                | Anulat | Anulat | Anulat     | Anulat     |
| 2021 | Rotterdam  | Tusse                             | "Voices"                              | 14     | 109    | 7          | 142        |
| 2022 | Torino     | Cornelia Jakobs                   | "Hold Me Closer"                      | 4      | 438    | 1          | 396        |
| 2023 | Liverpool  | Loreen                            | "Tattoo"                              | 1      | 583    | 2          | 135        |
| 2024 | Malmö      | Marcus & Martinus                 | "Unforgettable"                       | 9      | 174    | Țara gazdă | Țara gazdă |
| 2025 | Basel      | KAJ                               | "Bara bada bastu"                     | 4      | 321    | 4          | 118        |

## Gazdă
| An   | Oraș      | Locație          | Prezentatori                          |
| ---- | --------- | ---------------- | ------------------------------------- |
| 1975 | Stockholm | Stockholmsmässan | Karin Falck                           |
| 1985 | Göteborg  | Scandinavium     | Lill Lindfors                         |
| 1992 | Malmö     | Malmö Isstadion  | Lydia Capolicchio și Harald Treutiger |
| 2000 | Stockholm | Globe Arena      | Kattis Ahlström și Anders Lundin      |
| 2013 | Malmö     | Malmö Arena      | Petra Mede                            |
| 2016 | Stockholm | Globe Arena      | Petra Mede și Måns Zelmerlöw          |
| 2024 | Malmö     | Malmö Arena      | Petra Mede și Malin Åkerman           |